# Synsphyronus spatiosus
Espèce
Synsphyronus spatiosus est une espèce de pseudoscorpions de la famille des Garypidae.

## Distribution
Cette espèce est endémique du Mid West en Australie-Occidentale. Elle se rencontre vers Walga Rock.

## Description
Le mâle holotype mesure 3,86 mm et la femelle paratype 4,35 mm, les mâles mesurent de 3,34 à 4,04 mm et les femelles de 4,10 à 4,50 mm.

## Systématique et taxinomie
Cette espèce a été décrite par Harvey en 2022.

## Publication originale
- Harvey, 2022 : « Three new species of the pseudoscorpion genus Synsphyronus (Pseudoscorpiones: Garypidae) from semi-arid Western Australia. » Australian Journal of Taxonomy, vol. 6, p. 1–15 (texte intégral).